# Gaetano Scalini
Gaetano Scalini (Como, 1º novembre 1816 – Como, 31 luglio 1899) è stato un avvocato e politico italiano.
Fu deputato e senatore del regno d'Italia nella XII legislatura.
È stato un fervente patriota mazziniano, e nonché sindaco di Limido Comasco dal 1859 al 1899. A lui si deve il primo insediamento industriale del comune, una filanda.